# معركة نهر بوربيا
معركة نهر بوربيا (بالإسبانية: Batalla del río Burbia)‏ هي معركة دارت عام 791م بين جيش مملكة أستورياس بقيادة برمودو الأول، وجيش الدولة الأموية في الأندلس بقيادة يوسف بن بخت. كانت المعركة في إطار حملة بعثها الأمير هشام بن عبد الرحمن الداخل ضد الممالك المسيحية في شمال شبه جزيرة أيبيريا. وانتهت بانتصار المسلمين.

## المعركة والنتائج
جهز هشام بن عبد الرحمن جيشين لمهاجمة مملكة أستورياس، يقوم أحدهما بغزو جليقية، والثاني يغزو أراضي البشكنس. واجه برمودو جيش يوسف بن بخت، لكنه مني بهزيمة نكراء. وكنتيجة للهزيمة، تنازل برمودو عن عرش أستورياس لصالح ألفونسو الثاني.